# 김경남 (조선)
김경남(金景南, 고종~일제 강점기)은 근세조선의 거문고 명인이다. 이병문(李炳文), 함재운(咸在韻)과 함께 거문고의 3절(三絶)로 꼽힌다. 1908년(융희 2년) 하규일(河圭一), 하순일(河順一), 명완벽(明完璧) 등과 함께 정악전습소(正樂傳習所)의 전신(前身)인 조양구락부(調陽俱樂部)를 조직하여 연주와 후진 양성에 공헌하였다. 그 후 고악정리장(古樂整理長)으로 있으면서 악보 편찬 사업을 주관했다.